# 埃罗·曼蒂兰塔

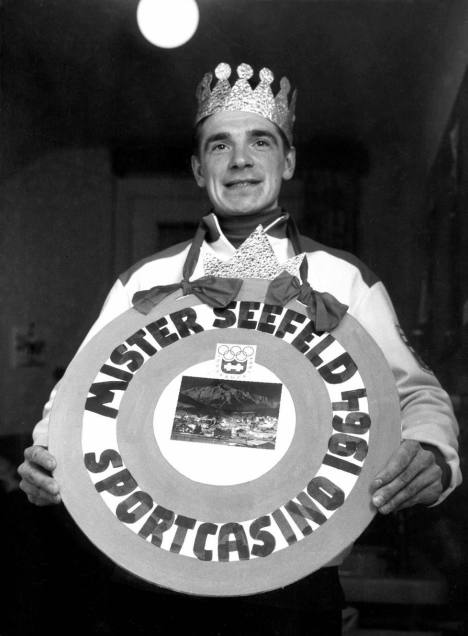
埃罗·曼蒂兰塔(攝於 1964年)

埃罗·曼蒂兰塔（芬蘭語：Eero Mäntyranta，1937年11月20日—2013年12月29日），芬兰男子越野滑雪运动员。他曾代表芬兰参加1960年、1964年、1968年和1972年冬季奥林匹克运动会越野滑雪比赛，获得三枚金牌、二枚银牌和二枚铜牌。